# 歡喜遊龍
歡喜遊龍是一部由台灣飛騰製作有限公司於1998年製作的電視連續劇，分成《紫禁城風雲》、《假鳳虛凰》、《亂世情天》三部份，共50集。故事講述庶民孟小山和柳青青一對歡喜冤家在神推鬼使下捲入戊戌政變的皇廷鬥爭之中，途中結織多羅格格和圓明園禁軍唐嘯天，展開一段段集權謀、動作和言情的冒險旅程。

## 劇情簡介

### 第一部：紫禁城風雲
時值戊戌變法之時，初成劊子手的孟小山，在刑場被受驚的柳青青亂了陣腳，二人因而結下樑子。鬥氣之中惹出更多麻煩，卻在麻煩之中巧遇禁軍唐嘯天行刺大內總管李連英，後被李連英捉住並逼使二人假扮太監進宮。孟小山求的是錢財，柳青青求的是救出身陷囹圄的爺爺，誤打誤撞下惹出愈來愈大的麻煩，卻慢慢捲進慈禧與光緒的權鬥中心。

### 第二部：假鳳虛凰
離開清宮權鬥的漩渦後，孟小山、柳青青等人流落天津，各人為了生活惹出更多麻煩，把賭坊金玉滿堂的貝二爺、易名花秋月的花老闆和來四出尋找孟小山的多羅格格都牽涉在內。情急之下，柳青青還偽冒起多羅格格來，在各國租界的大舞台下，眾人惹出的麻煩又能如何解決，孟小山又能否得償所願，大富大貴？

### 第三部：亂世情天
慈禧太后以光緒帝的名義公佈《宣戰詔書》，封義和團為義民並向列強宣戰。加入了義和團運動的孟小山和柳青青，輾轉回到京師，一行人狐假虎威借著紅燈照的勢力回到春風樓設立分壇。重遇多羅格格的孟小山也乘著義和團的名氣，成為端王爺的心腹。在榮華富貴的誘惑下，從圍堵兵部尚書楊四爺開始，一步步又回到清廷的權鬥之中。

## 演員表

### 主要角色
| 演員   | 角色     | 人物簡介       |
| 張衛健 | 孟小山   | 趙德順、小順子 |
| 江淑娜 | 柳青青   | 李來福、小李子 |
| 張庭   | 多羅格格 | 七格格         |
| 翁家明 | 唐嘯天   | 圓明園禁軍統領 |

### 清宮
| 演員   | 角色     | 人物簡介                                    |
| 陳莎莉 | 慈禧太后 | 老佛爺                                      |
| 黃海冰 | 光緒     | 皇上                                        |
| 楊潔玫 | 珍妃     |                                             |
| 沈孟生 | 李連英   | 九千歲、大總管                              |
| 薛文成 | 崔玉貴   | 二總管                                      |
| 馬子俊 | 端王爺   | 多羅格格的阿瑪                              |
| 孟庭麗 | 大格格   | 榮壽固倫公主 光緒皇姐心機的女人（血缘堂姐） |
| 何美鈿 | 小江兒   | 大格格婢女 孟小山妹妹                       |
| 張茜   | 小滿兒   | 大格格婢女                                  |

### 春風樓
| 演員   | 角色   | 人物簡介                                     |
| 邱月清 | 花春風 | 春風樓老闆 孟小山胡謅的姐姐 第二部易名花秋月 |
| 徐美玲 | 孟大娘 | 孟小山、小江兒之母                           |

### 丐幫
| 演員   | 角色     | 人物簡介         |
| 李連義 | 瘸腳李   | 二當家           |
| 高玉慶 | 酸秀才   | 曾買官無果       |
| 盧東來 | 山田先生 | 天津租界日本飯店 |

### 天津
| 演員   | 角色     | 人物簡介                    |
| 張振寰 | 貝二爺   | 金玉滿堂老闆 經營賭檔、字花 |
| 陳友旺 | 薛三爺   | 金玉滿堂總管                |
| 張靜宇 | 胡知府   | 天津老闆                    |
| 陳大成 | 師爺     | 胡知府的師爺                |
| 盧東來 | 山田先生 | 天津租界日本飯店            |

## 主題曲

#### 香港地區
- 歡喜遊龍 作詞：草魚 作曲：黃邦賢 演唱：田蕊妮

#### 台灣地區
- 第一部片頭曲：向前衝 作詞：于光中 作曲：Kim Chang-Hwan 編曲：梁伯君 演唱：徐懷鈺
- 第一部片尾曲：我不要 作詞：姚若龍 作曲：潘協慶 編曲：陳柔錚 演唱：徐懷鈺
- 第二、三部片頭曲：怪獸 作詞：施人誠 作曲：Choi Jun Yonny/Lee Keon Woo 編曲：陳柔錚 演唱：徐懷鈺[5]
- 第二、三部片尾曲：水晶 作詞：姚謙 作曲：Ahn,Jeong-Hun/Lee,Yung-Ki/Song,Si Hyun 編曲：不明 演唱：徐懷鈺、任賢齊[5]

## 軼事
- 此劇為張衛健與張茜首部共演的電視劇。[6][7]
- 此劇展開的背景是戊戌政變，而首播年份為戊戌政變的一百周年。
- 此劇演員於1998年雙十國慶下於台北東區舉辦簽名會宣傳。
- 此劇演員於1998年台北市內湖洪災後探訪該區養老院。[8]

## 外部連結
- 豆瓣电影上《歡喜遊龍》的資料 （简体中文）